# Rundfunk-Sinfonieorchester Berlin

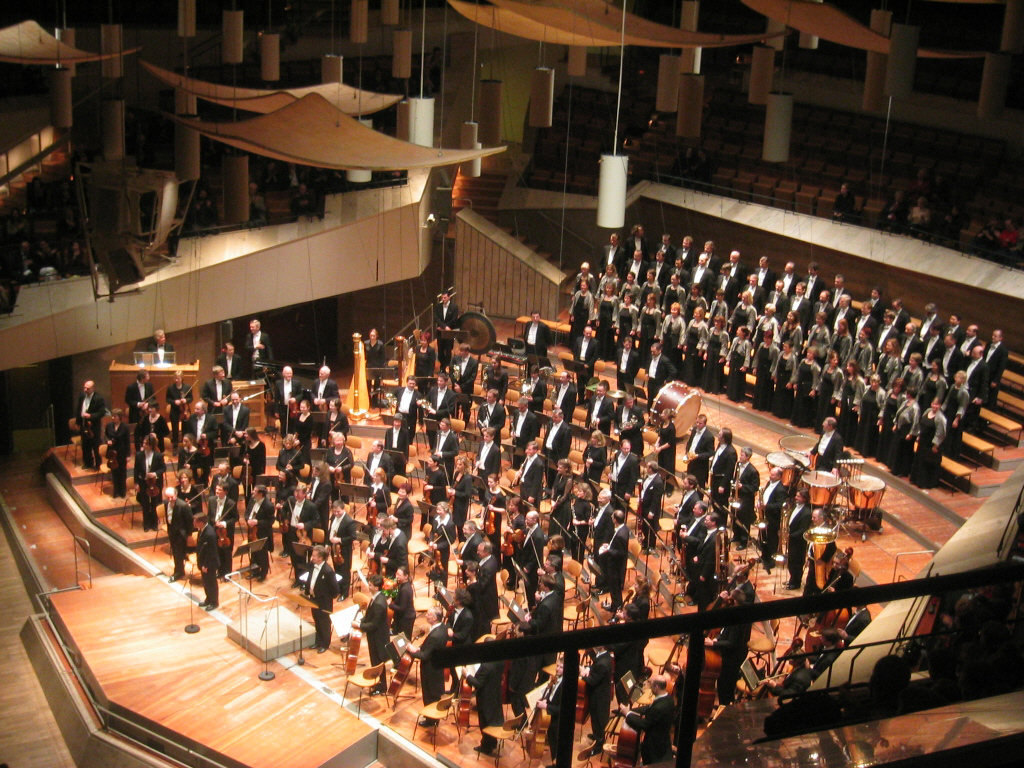
Das Rundfunk-Sinfonieorchester Berlin in der Berliner Philharmonie

Das Rundfunk-Sinfonieorchester Berlin (RSB) ist ein traditionsreiches Berliner Orchester. Es geht auf die erste am 29. Oktober 1923 um 20 Uhr aus dem Vox-Haus gesendete musikalische Funk-Stunde Berlin zurück und bestand zunächst nur aus dem Allround-Musiker Otto Urack, der teilweise mit einzelnen Musikern zusammen spielte. Eine sinfonische Besetzung erlangte das Orchester erst im Frühjahr 1925. Am neun Monate älteren MDR-Sinfonieorchester beteiligte sich die Mitteldeutsche Rundfunk AG (MIRAG) erst am 17. Oktober 1924.
Musik aller Stilepochen von der Vorklassik bis hin zur Moderne zählen zum sinfonischen Repertoire des Orchesters. Einen Schwerpunkt der gespielten Werke bildet die Musik des 20. Jahrhunderts. In Zusammenarbeit mit Deutschlandradio steht das Orchester über seine zahlreichen öffentlichen Konzerte in Berlin und im Ausland hinaus im Studio für Rundfunk- und CD-Aufnahmen zur Verfügung.
Zwischen 2010 und 2013, dem 200. Geburtsjahr von Richard Wagner, veröffentlichte das RSB mit Marek Janowski die konzertanten Aufführungen von zehn wichtigen Bühnenwerken Wagners in der Berliner Philharmonie, darunter den kompletten Ring-Zyklus.
Ende 2009 gab es kurzzeitig einen Plan, mit Beginn der Saison 2011/2012 das Deutsche Symphonie-Orchester Berlin in das Rundfunk-Sinfonieorchester Berlin einzugliedern. Chefdirigent des Orchesters sollte Marek Janowski bleiben. Aufgrund des großen Widerstands durch die Politik, die Mitglieder und das Publikum des Deutschen Symphonie-Orchesters Berlin wurde der Plan jedoch wieder verworfen.

## Geschichte
Das RSB wurde als Berliner Funk-Orchester am 18. Juni 1925 gegründet. Durch die Initiative des Opernsängers und Rundfunk-Mitarbeiters Cornelis Bronsgeest wurden die besten Musiker des früheren Orchesters der Deutschen Volksoper im Theater des Westens übernommen, die einen professionellen Beginn ermöglichten.
Viele zeitgenössische Komponisten standen selbst am Pult des RSB, so etwa Paul Hindemith, Arthur Honegger, Darius Milhaud, Sergei Prokofjew, Richard Strauss, Arnold Schönberg und Igor Strawinsky ebenso wie Krzysztof Penderecki, Friedrich Goldmann, Walter Schartner, Udo Zimmermann, Peter Maxwell Davies, Siegfried Matthus, Matthias Pintscher, Peter Ruzicka oder Heinz Holliger.
Das Orchester gab am 18. Mai 1945 das erste Nachkriegskonzert im zerstörten Berlin. Später war es das Sinfonieorchester des DDR-Rundfunks. Es gehört der 1994 gegründeten Rundfunk-Orchester und -Chöre gGmbH an, ein Verbund von vier hauptstädtischen Rundfunk-Klangkörpern (RIAS Kammerchor, Rundfunkchor Berlin, RSB, DSO), der vom Deutschlandradio (40 %), von der Bundesrepublik Deutschland (35 %), dem Land Berlin (20 %) und dem Rundfunk Berlin-Brandenburg (5 %) gemeinsam getragen wird.

## Chefdirigenten
Chefdirigenten des Orchesters waren:
- 1924–1926 Wilhelm Buschkötter[5]
- 1926–1932 Bruno Seidler-Winkler
- 1932–1934 Eugen Jochum
- 1945–1946 Sergiu Celibidache
- 1946–1949 Artur Rother
- 1953–1956 Hermann Abendroth
- 1959–1973 Rolf Kleinert
- 1973–1993 Heinz Rögner
- 1994–2000 Rafael Frühbeck de Burgos
- 2002–2015 Marek Janowski
- Seit 2017 Wladimir Jurowski

## Auszeichnungen und Aufnahmen
Einspielungen des Orchesters vor allem mit zeitgenössischer Musik wurden wiederholt ausgezeichnet, u. a.
- 2002 Gramophone Award: Richard Strauss Vier letzte Lieder, Soile Isokoski (Sopran), Marek Janowski (Dirigent), ONDINE
- 2003 Cannes Classical Award: Karl Weigl Apocalyptic Symphony, Thomas Sanderling (Dirigent), BIS Records
- 2003 Echo Klassik, Grand Prix du Disque der Akademie Charles Cros, 2004 Cannes Classical Award: Paul Hindemith Die Harmonie der Welt, Marek Janowski (Dirigent), WERGO
- 2004 Preis der Deutschen Schallplattenkritik: Sergei Prokofjew Alexander Newski, Frank Strobel (Dirigent), Capriccio
- 2005 Preis der Deutschen Schallplattenkritik: Alfred Schnittke Filmmusik I (Die Kommissarin, Die Geschichte von einem unbekannten Schauspieler), Frank Strobel (Dirigent)
- 2006 Preis der Deutschen Schallplattenkritik: Alfred Schnittke Filmmusik II, Frank Strobel (Dirigent)
- 2007 Preis der Deutschen Schallplattenkritik: Karl Amadeus Hartmann Sinfonia tragica, Marek Janowski (Dirigent)
- 2007 Echo Klassik: Ernst Krenek Sardakai, Reinhard Schmiedel (Dirigent), Capriccio
- 2007 Echo Klassik: Hans Werner Henze Aristaeus, Marek Janowski (Dirigent), WERGO

Das RSB und Marek Janowski spielen außerdem das sinfonische Gesamtwerk Hans Werner Henzes in Kooperation mit Deutschlandradio und dem Label WERGO ein.

## Sonstiges
Das Rundfunk-Sinfonieorchester Berlin (ehemals Ost) ist nicht zu verwechseln mit dem von 1956 bis 1993 unter dem Namen Radio-Symphonie-Orchester Berlin auftretenden (ehemals West-Berliner) Rundfunkorchester. Dieses nannte sich 1993 in Deutsches Symphonie-Orchester Berlin um, um die Namensähnlichkeit zu beseitigen.